# La concettione della Beata Vergine
Oratorio latino de Alessandro Scarlatti, para 4 solistas (SATB) dos violines y bajo continuo, con libretto de autor anónimo, y estrenado en Roma en 1703.
Este oratorio recicla música de otro oratorio anterior perdido titulado I dolori di Maria sempre vergine, estrenado en Nápoles en 1693.

## La Concettione della Beata Vergine
Oratorio per soli, due violini e basso continuo
| Arcangel Miguel | soprano |
| La Gracia       | alto    |
| La Herejía      | tenore  |
| La Serpiente    | basso   |

### Parte Prima
- Sinfonia
- Recitativo (La Gracia) - "Linquite maerorem"
- Aria (La Gracia) - "Dum Mariae scintillat Lux"
- Recitativo (La Serpiente) - "Sile, gratia"
- Aria (La Serpiente) - "Nam triumphi Jucundos honores"
- Recitativo (Arcángel Miguel) - "Tantum audes o serpens"
- Aria (Arcángel Miguel) - "Qualis noctis fugat bella"
- Recitativo (La Herejía) - "Ex Auerni latebris"
- Aria (La Herejía) - "Fida comes sum"
- Dueto (La Herejía, La Serpiente) - "Eya ergo quid tardamus"
- Recitativo (La Gracia) - "Silete jam silete"
- Trio (La Gracia, La Herejía, La Serpiente) - "O! Quantum erratis"
- Aria (La Gracia) - "Accepto furore"

### Parte Seconda
- Recitativo (La Gracia) - "Aligeri exhibeant modo"
- Aria (La Gracia) - "Nundum Sydera micabant"
- Recitativo (La Herejía) - "Ergo haeresis cedat"
- Aria (La Herejía) - "Coeli stellae si furores"
- Recitativo (Arcángel Miguel) - "Quid tentas"
- Aria (Arcángel Miguel) - "Cede fuge superstitio"
- Recitativo (La Gracia) - "Gaudete gentes"
- Aria (La Gracia) - "Conceptam virginem"
- Recitativo (La Gracia, La Serpiente) - "Sed quo haeresis pergis"
- Aria (La Serpiente) - "Gratia vincis"
- Recitativo (La Gracia) - "Fremit serpens"
- Coro (SATB) "Quae est hodie concepta"

Alessandro Scarlatti

## Libretto
- libretto.pdf